# 1325 Inanda
1325 Inanda је астероид главног астероидног појаса. Приближан пречник астероида је 10,87 ,
а средња удаљеност астероида од Сунца износи 2,542 астрономских јединица (АЈ).
Инклинација (нагиб) орбите у односу на раван еклиптике је 7,423 степени, а орбитални период износи 1480,440 дана (4,053 године). Ексцентрицитет орбите астероида износи 0,255.
Апсолутна магнитуда астероида износи 11,50 а геометријски албедо 0,375.
Астероид је откривен 14. јула 1934. године.